# Herb gminy Czernichów (województwo małopolskie)
Herb gminy Czernichów – jeden z symboli gminy Czernichów ustanowiony 25 sierpnia 2000

## Wygląd i symbolika
Herb przedstawia na tarczy koloru błękitnego złote oko opatrzności ze srebrno-złotymi promieniami (nawiązujące do najstarszej parafii w Czernichowie), natomiast pod nim złotą łódź z dwoma srebrnymi wiosłami, symbolizująca położenie nad Wisłą. 